# 梅尔多夫
梅尔多夫（德語：Meldorf，發音：[ˈmɛldɔʁf] ⓘ）是德国石勒苏益格-荷尔斯泰因州迪特马申县的城市，面积21.26平方千米，2023年12月31日人口为7,318人。